# 拉格納·洛德布羅克

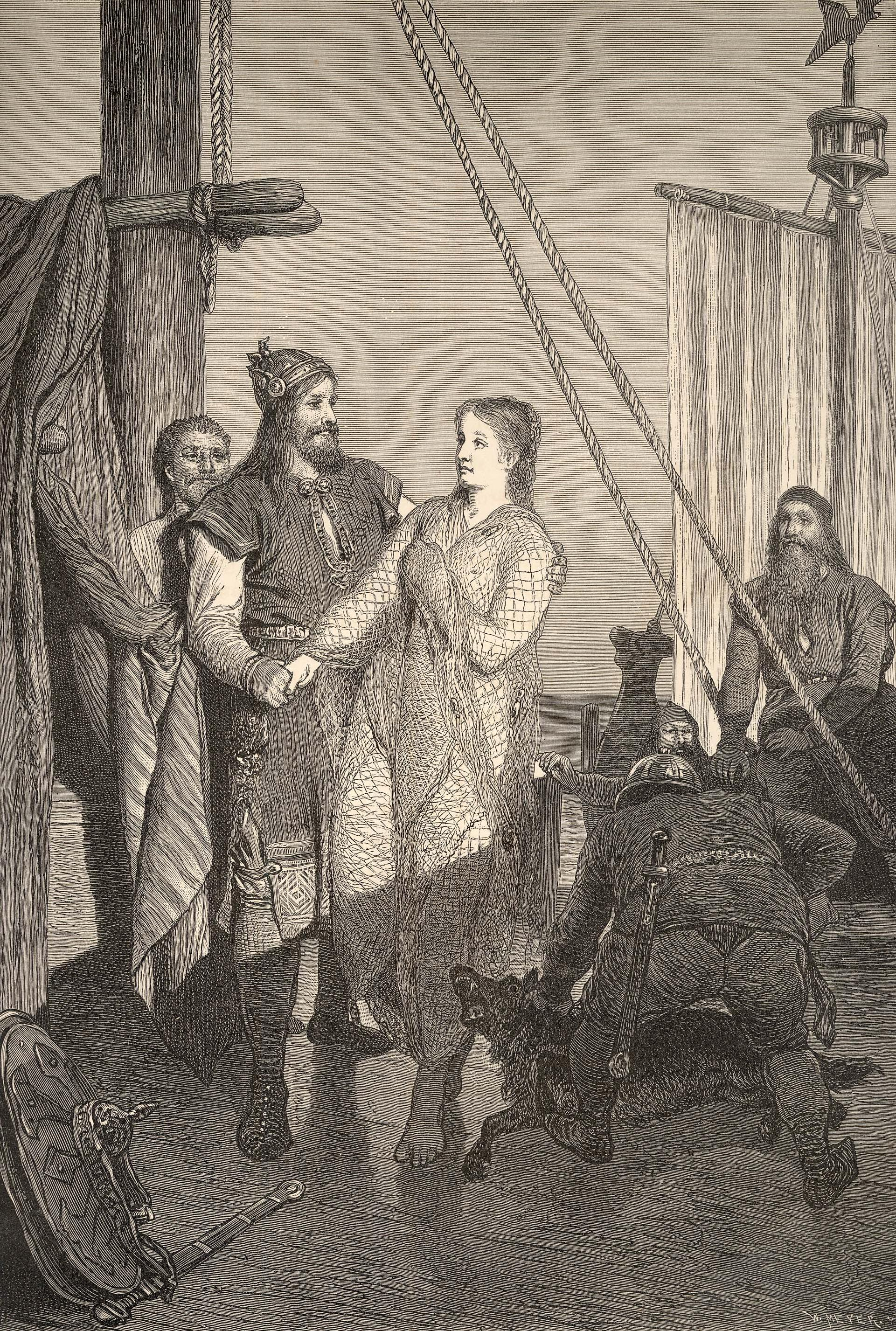
拉格納會見亞絲拉琪，19世紀的想像圖。

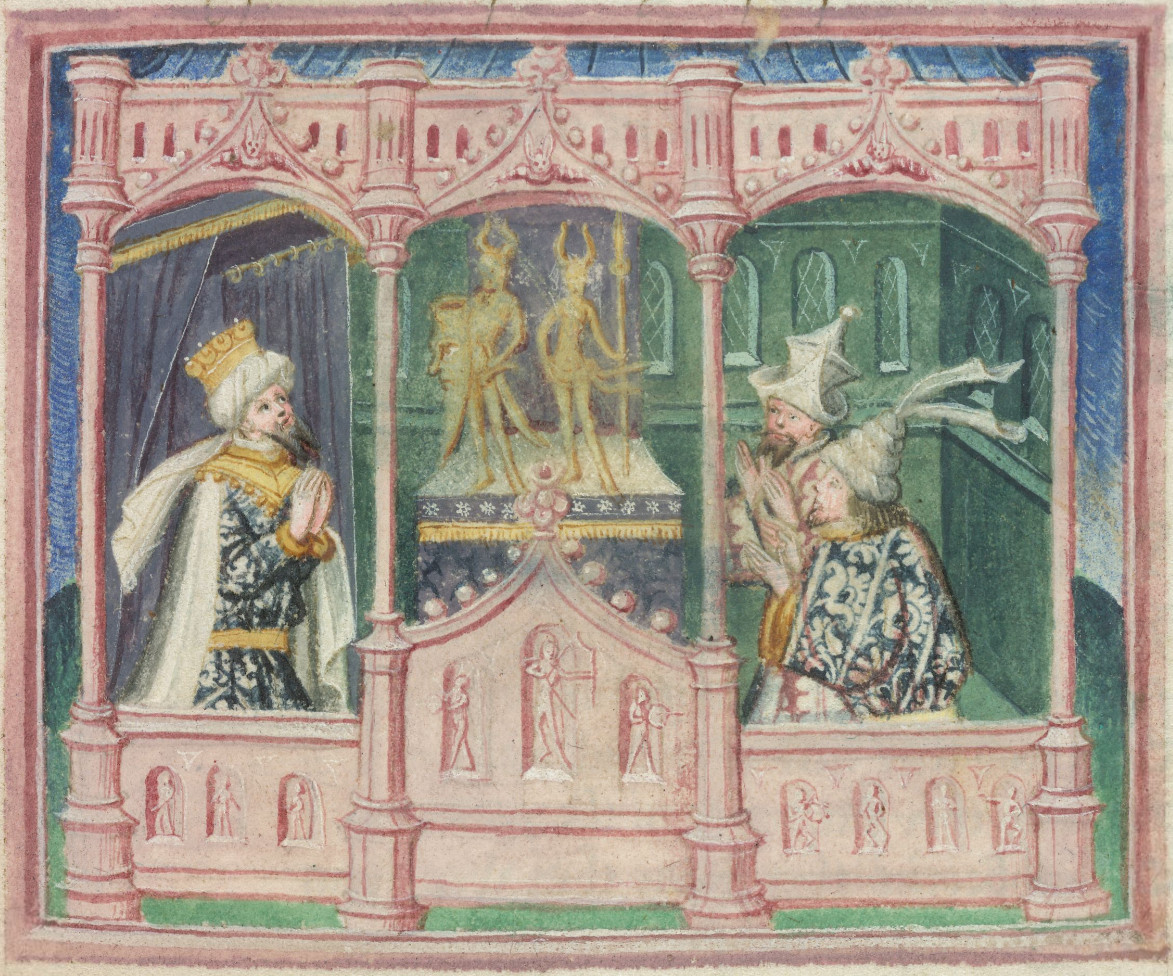
拉格納和他其中兩個兒子「無骨者」伊瓦爾及乌伯，摘自15世紀的哈萊茵手稿（MS.Harley 2278. folio 39r.)。

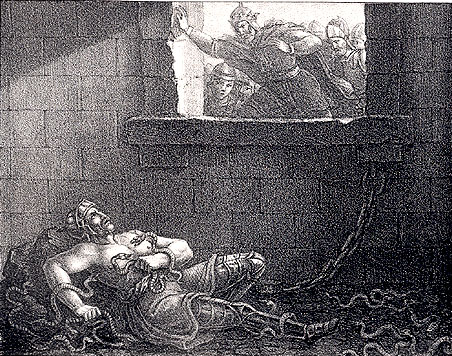
諾森布里亞國王艾勒 (諾森布里亞)在865年把拉格納扔進蛇坑處決，19世紀的想像圖。

拉格納·洛德布羅克（古諾斯語：Ragnarr Loðbrók，意譯為「皮褲」拉格納）為8世紀至9世紀的維京人領袖，根據已知的維京時期史料、古諾斯詩歌、北歐传奇萨迦和冰島文學可知，他除了是北歐維京英雄之一，也曾經統治過丹麥和瑞典。根據這些傳統文獻，拉格納在9世紀時曾多次對西法蘭克王國（今法國）和盎格魯-撒克遜英格蘭（今英國）進行突襲，他最著名的事件是在845年3月大舉進攻巴黎，率領上百艘維京戰船與五千多名戰士從塞納河長驅直入城內劫掠，逼得西法蘭克王國國王禿頭查理繳納大量金銀作保護費。

## 維京海盜傳奇
根據13世紀手稿《拉格納·洛德布羅克的傳奇故事》記載，拉格納是瑞典國王希格鲁德·金環的兒子。在北歐敘事詩《英雄的繼承故事》中記載，當國王瓦爾達去世後，他的兒子朗費爾繼承瑞典王位，而「戰牙」哈爾德成為丹麥國王後，征服了他祖父「遠航者」伊瓦爾統領過的土地。朗費爾死後，他的兒子希格鲁德·金環繼承瑞典王位，可能是「戰牙」哈爾德的下屬。8世紀中葉，這兩位國王率眾在今日的東約特蘭省一帶發生戰鬥，史稱「布屋瓦拉戰役」，最終「戰牙」哈爾德戰敗。西元770年左右，希格鲁德·金環統治了瑞典和丹麥，直到804年去世。他的兒子拉格納·洛德布羅克繼承王位，「戰牙」哈爾德的兒子埃斯提恩·貝里則臣服於拉格納，治理瑞典一塊領地，最後因叛變而被拉格納的兒子處死。
《拉格納·洛德布羅克的傳奇故事》記載，865年拉格納因遇海難而漂流到諾森布里亞王國領地的沿岸，遭艾勒國王俘虜，扔進蛇坑處決，在臨死之前，朗納爾吟唱了他一生的成就，這段吟唱在12世紀被寫入《渡鴉之詩》之中，希望兒子們在獲知自己死訊後前來復仇。根據挪威文獻《拉格納·洛德布羅克諸子傳》記載，西元865年入侵英格蘭的維京雄師，正是朗納爾的兒子們領導，為了報復艾勒國王的殺父之仇。

## 法蘭克人關於9世紀海盜首領朗納爾的歷史記載
西元841年，朗納爾即已攻佔今日比利時的托爾豪特一帶。西元845年巴黎圍困是維京人侵略西法蘭克王國最大規模的戰役，當時法蘭克人記載，這支龐大的海盜部隊來自北歐，由當地的領主朗納爾統領，包括120艘戰船和五千多名勇士，於3月28日進入塞納河，長驅直入攻打巴黎。這個朗納爾經常被認定為傳奇般的英雄人物朗納爾·洛德布羅克，但其準確性仍然在歷史學家中有爭議。同年，朗納爾的軍隊也襲擊了塞納河流域的盧昂，不過朗納爾沒有摧毀聖但尼聖殿主教座堂。西法蘭克國王禿頭查理將他的軍隊一分為二，佈署在河的兩岸。朗納爾擊敗其中一支軍隊，並俘虜了111名法蘭克士兵，將他們吊死在塞納河上的一個小島上，這是為了獻祭給北歐神祇奧丁，並造成法蘭克軍隊的心理恐懼。

## 朗納爾·洛德布羅克的兒子們
根據挪威文獻《朗納爾·洛德布羅克諸子傳》記載，865年至878年間，朗納爾·洛德布羅克的兒子們帶領維京雄師侵略英格蘭，為了報復諾森布里亞國王埃拉把朗納爾扔進蛇坑處決的殺父之仇。這支大軍由「無骨人」伊瓦爾、「勇士」比約恩、「白衫」哈夫丹和「蛇眼」西格德率領，他們都是經過考證的歷史人物。歷年的維京人襲擊主要是針對諸如修道院等財富據點進行快速掠奪，但維京雄師意圖不同，其目的是征服。根據傳說，「無骨人」伊瓦爾和其兄弟們以血鷹之刑處死了艾勒，這種報復性的北歐酷刑將他的胸腔從背後面切開，折斷肋骨後將肺部拉出體腔，形成一個老鷹展翅的形狀而死。
維京雄師的指揮官是「無骨人」伊瓦爾，從865年到870年間都有他的文字記載，但870年之後他便從英國的歷史中消失。盎格魯-撒克遜歷史學者埃塞爾維爾記載「無骨人」伊瓦爾死於870年。他死後，「白衫」哈夫丹成為維京雄師的指揮官，侵略了威塞克斯王國。丹麥國王巴格斯克率領大軍渡洋，支援「白衫」哈夫丹的部隊。根據《盎格魯-撒克遜編年史》記載，這支來自丹麥的維京大軍與西撒克遜人進行了九次大戰，其中包括871年1月8日的阿什當之戰，雙方傷亡慘重，巴格斯克國王也在此戰役中陣亡。最後「白衫」哈夫丹接受了阿尔弗雷德大帝的休戰協議，後者是剛登基的威塞克斯國王。
大約在871年，「白衫」哈夫丹繼承了巴格斯克的丹麥王權，統治了日德蘭半島。「勇士」比約恩在865年成為瑞典國王，他有兩個兒子里菲爾（Refil）和艾瑞克·比約恩森。艾瑞克後來繼承了瑞典王權，再之後則是里菲爾的兒子埃里克（Erik）繼任。「蛇眼」西格德871年左右成為了西蘭島和丹麥群島的國王，並在877年接替他的兄弟「白衫」哈夫丹成為丹麥國王。

## 歷史考證來源
雖然「無骨人」伊瓦爾和「白衫」哈夫丹確認是真實歷史人物，但對他們的父親身分有不同的看法。根據英國古文物研究者希爾達·艾利斯·戴維森在1979年的文章表示：「近年來，有些學者已經根據歷史資料認可朗納爾的故事，至少有一部分是真實的」。另一方面，英國歷史學家凱瑟琳·霍爾曼（Katherine Holman）認為：「雖然他的兒子們是真實歷史人物，但沒有證據表明朗納爾本人曾經存在過，他似乎是幾個不同文學拼湊出來的混合歷史人物」。
根據古老的歷史資料顯示，朗納爾的生平有以下細節：
- 有過三段婚姻，分別是「盾女」拉葛莎、貴婦索拉（英语：Þóra Borgarhjǫrtr）和北歐女王亞絲拉琪。
- 他是維京歷史人物「無骨人」伊瓦爾、「白衫」哈夫丹、「勇士」比約恩、「蛇眼」西格德、維塞克、乌伯的父親[6]。
- 遭諾森布里亞國王艾勒扔進蛇坑處決。
- 直接導致後代組織維京雄師復仇，侵略了諾森布里亞王國和其他毗鄰的盎格魯-撒克遜人王國[6]。

提到朗納爾最重要的中世紀資料來源包括：
- 《丹麥人的事跡》第六卷，由丹麥基督教史學家薩克索·格拉瑪提庫斯撰寫的12世紀著作。
- 《朗納爾·洛德布羅克諸子傳（英语：Tale of Ragnar's Sons）》，挪威的古老傳奇故事文獻。
- 《朗納爾·洛德布羅克的傳奇故事（英语：Tale of Ragnar Lodbrok）》，13世紀的手稿，《沃爾松格傳說（英语：Völsunga saga）》的續章。
- 《朗納爾之詩（英语：Ragnarsdrápa）》，9世紀挪威宮廷詩人布拉吉·博德森（英语：Bragi Boddason）的作品。
- 《渡鴉之詩（英语：Krákumál）》，朗納爾臨死時吟詠的詩歌，12世紀的蘇格蘭吟誦詩。

身為一個傳奇人物，其生活紀錄只有在部分書面資料所涵蓋的時間和地點內發生，朗納爾的歷史性並不是全然清晰的。
英國古文物研究者希爾達·艾利斯·戴維森在她對薩克索·格拉瑪提庫斯的《丹麥人的事跡》第六卷評論中表示，作者嘗試以朗納爾的傳奇故事來完善史實，為了說服許多令人困惑和矛盾的事件和故事，便記載這些歷史發生在一位名叫朗納爾的國王統治之下。這就是為什麼許多文件都提到朗納爾這個名字，在《丹麥人的事跡》中的事件可以透過其他來源與各式各樣的人物聯繫在一起，其中一些人在歷史上是確定的。這些名字相似的「歷史朗納爾」，包括以下人物：
- 9世紀中葉曾侵略巴黎的朗納爾（Ragnar）或朗金赫尼斯（Reginherus）；
- 赫里克國王（英语：Horik I）（死於西元854年）；
- 朗金佛雷德國王（英语：Reginfrid）（死於西元814年），他曾統治一部分丹麥領土，並與另一位丹麥國王哈拉爾·克拉克（英语：Harald Klaka）爆發過衝突；
- 《愛爾蘭紀事（英语：Irish Annals）》中提到的朗格納瓦德·斯坦斯森（英语：Rognvald Eysteinsson），他是挪威最早稱王的人[4]。

到目前為止，許多歷史學家試圖牢牢的把傳說中的朗納爾與其中一個或幾個朗納爾聯繫在一起，但都因為難以和他們的年表吻合而失敗。儘管如此，在9世紀中葉的歐洲，一個名叫朗納爾（或類似名字）的維京英雄是北歐傳說的核心人物，他顯然有幾個著名的兒子，其中一些部分已經由相對可靠的來源所證實，例如從9世紀保存至今的《盎格魯-撒克遜編年史》。

## 流行文化中的朗納爾
朗納爾·洛德布羅克是以下作品的主角之一：
- 1830年的小說《英格蘭的海洋之王（英语：Sea-Kings in England）》，由英國作家愛德溫·阿瑟斯通（英语：Edwin Atherstone）創作；
- 1951年的小說《維京人（英语：The Viking (novel)）》，由美國作家愛迪生·馬歇爾（英语：Edison Marshall）創作；
- 1955年的漫畫《維京人朗納爾（英语：Ragnar le Viking）》，由葡萄牙插畫家愛德華多·特謝拉·科埃略（英语：Eduardo Teixeira Coelho）創作，1969年在法國的《威蘭特雜誌（英语：Pif Gadget）》上刊登；
- 1957年的小說《亞內爾之劍（英语：The Sword of Ganelon）》，由英國作家理查德·帕克創作，探討朗納爾、他的兒子們和維京文化；
- 1958年的電影《維京人（英语：The Vikings (1958 film)）》，基於愛迪生·馬歇爾的小說改編拍攝，由美國演員歐尼斯·鮑寧飾演朗納爾；
- 1993年的小說《錘子與十字架（英语：The Hammer and the Cross）》，由美國作家哈里·哈里森創作，描繪朗納爾在海難被俘虜、被執行處決以及兒子們的復仇；
- 2004年的小說《末代王國（英语：The Last Kingdom）》，由英國作家伯納德·康威爾（英语：Bernard Cornwell）創作，
- 2013年的電視影集《維京傳奇》，加拿大歷史頻道（英语：History (Canada)）播映，由澳大利亞演員崔维斯·費米爾飾演朗納爾，在劇中，朗納爾是諾曼第公爵羅洛的弟弟；
- 2015年的電視影集《最後的王國》，基於伯納德·康威爾的小說改編，英國廣播公司播映，由挪威演員托比亞斯·桑托爾曼和丹麥演員彼得甘勒（英语：Peter Gantzler）飾演不同年紀的朗納爾，劇情由維京雄獅入侵英格蘭、報復朗納爾的死而揭開序幕；
- 各種戰略遊戲的歷史背景，包括《文明帝國3：帝國爭霸（英语：Civilization III: Play the World）》、《中世紀：全軍破敵》、《文明帝國4：戰神（英语：Civilization IV: Warlords）》、《世紀帝國II：失落的帝國》、《騎馬與砍殺：維京征服》和《十字軍之王II》。

## 腳註
1. 1 2  Sögubrot 1200.
2. ↑  Magnusson 2008，第106頁.
3. ↑  Harrison 1993，第16頁.
4. 1 2  Davidson 1980，第277頁.
5. ↑  Fornaldarsögur Norðurlanda (ed. 1943/44)
6. 1 2 3 4  Holman 2003，第220頁.
7. ↑  Jones, Gwyn.  Revised. Oxford University Press. 1984-11-01. ISBN 9780192158826 （英语）.
8. ↑  Sawyer 2001，第40頁.
9. 1 2  Kohn 2006，第588頁.
10. 1 2 3 4  Jones 2001，第212頁.
11. ↑  Sprague 2007，第225頁.
12. 1 2  Duckett 1988，第181頁.
13. ↑  Sawyer. The Oxford Illustrated History of Vikings. pp. 2–3
14. ↑  Holman, Katherine. . Oxford: Signal Books. 2007. ISBN 9781904955344. OCLC 166381361 （英语）.
15. ↑   Forte, Angelo; Oram, Richard; Pedersen, Frederik (2005-05-30). Viking Empires (First ed.). Cambridge University Press. ISBN 9780521829922
16. ↑  Giles, J. A., ed. (2010-09-10). Six Old English Chronicles: Ethelwerd's Chronicle, Asser's Life Of Alfred, Geoffrey Of Monmouth's British History, Gildas, Nennius And Richard Of Cirencester. Kessinger Publishing, LLC. ISBN 9781163125991
17. ↑  Forte, A; Oram, RD; Pedersen, F (2005). Viking Empires. Cambridge: Cambridge University Press. ISBN 978-0-521-82992-2. p. 72
18. ↑  Hooper, Nicholas Hooper; Bennett, Matthew (1996). The Cambridge Illustrated Atlas of Warfare: the Middle Ages. Cambridge University Press. ISBN 0-521-44049-1. p.22
19. ↑  Costambeys, M (2004). "Hálfdan (d. 877)". Oxford Dictionary of National Biography. Oxford University Press. doi:10.1093/ref:odnb/49260
20. ↑  Forte, A; Oram, RD; Pedersen, F (2005). Viking Empires. Cambridge: Cambridge University Press. ISBN 978-0-521-82992-2. p. 72-73
21. ↑  Davidson p. 277
22. ↑  Holman 2003 p. 220

## 延伸閱讀
- McTurk, Rory. . Medium Aevum Monographs 15. Oxford. 1991. ISBN 0-907570-08-9.
- Strerath-Bolz, Ulrike (1993). Review of Rory McTurk, Studies in "Ragnars saga loðbrókar" and Its Major Scandinavian Analogues （页面存档备份，存于）, Alvíssmál 2: 118–19.
- Forte, Angelo, Richard Oram, and Frederik Pedersen (2005). Viking Empires （页面存档备份，存于）. Cambridge University Press, ISBN 0-521-82992-5.
- Margaret Schlauch|Schlauch, Margaret (transl.) (1964). The Saga of the Volsungs: the Saga of Ragnar Lodbrok Together with the Lay of Kraka. New York: American Scandinavian Foundation.
- Sprague, Martina. . New York: Hippocrene Books. 2007. ISBN 0-7818-1176-7.
- Waggoner, Ben. . The Troth. 2009. ISBN 978-0-578-02138-6.

| 統治者頭銜             | 統治者頭銜 | 統治者頭銜              |
| ---------------------- | ---------- | ----------------------- |
| 前任者： 希格鲁德·金環 | 瑞典國王   | 繼任者： 埃斯提恩·貝里  |
| 前任者： 灰袍哈拉爾    | 丹麥國王   | 繼任者： 「蛇眼」西格德 |
| 前任者： 希格鲁德·金環 | 丹麥國王   | 繼任者： 西瓦圖斯三世   |